# Божимир Давидов
Божимир Давидов (21 февруари 1870 – 16 септември 1927) – български ботаник.

## Биография
Божимир Давидов е роден в хубавия гр. Варна на 21 февруари 1870 г. Син на заможни, знатни и високо интелигентни за времето си родители. Добива първоначалното си образование в родния си град. Когато го завършва за нещастие остава сирак. Баща му умира, като оставя семейството си без средства, понеже в последните години изгубил търговията си, с която се е занимавал. Майка му с 4-те деца, от които Божимир е най-големия - 10 годишен, бива принудена да се премести в  Шумен, нейния роден град, дето поема издръжката на сираците вуйчо им, който бил лекар. 

В Шумен завършва прогимназиалното си образование и в 1885 г. заминава да Русия да следва Николаевското реално училище. Когато се обявява със Сърбия се е върнал да постъпи доброволец и след това вече не се връща вече в Русия. Завършва през 1893 г. Софийската реална гимназия. 
Без да прекъсва продължава учението си на държавни разноски в Софийския университет, тогава Висше училище, където записва естествени науки и завършва курса през 1893 г. 
Непосредствено след това, същата година през септември е назначен за учител в Шуменския педагогическото училище, където прекарва две учебни години и след това се премества в Варненската мъжка гимназия. Там учителства непрекъснато 11 (единадесет) години и през учебната 1906/1907 година е преместен в Габровската мъжка гимназия. Там е само една година и пак се връща в гр. Варна. Но не за дълго, още не са започнали редовните учебни занятия и на 20 септември 1907 г. бива повикан за професор по ботаника в Софийския университет, където остава до 31 януари 1908 г. Няколко месеца остава свободен и на 23 юни 1908 г. е назначен за учител в І - ва Софийска мъжка гимназия. 
От там е преведен за директор на Самоковската мъжка гимназия. Там директорства непрекъснато от 16 октомври 1908 г. до 31 август 1920 г. След тази дата бива преместен във Варненския Висш Педагогически курс. Там е до закриването му през 15 октомври 1922 г. 
Закриването на Варненския Висш Педагогически курс съвпада с текущо развития ботаническия институт в Царския музей, къде имат нужда от солиден ботаник. Божимир Давидов е добре известен на Н. В. Царя, както и на д-р Буреш - директор на царските научни институти. Министерството също оценило г-н Давидов и му предлагат да бъде уредник на ботаническия институт на оказания музей. Макар че е трябвало да се отдели от семейството си той и за втори път удовлетворен, че му се отдава случай да работи любимата си работа - ботаник. Осигуряват му се отлични условия и той дава съгласието си. На 16 октомври 1922 г. бива приведен в Софийския Учителски Институт и командирован на работа в Царския Музей, къде заема длъжността уредник на Ботаническия отдел където е до смъртта си, в продължение на пет години. По време на Балканската война, г-н Давидов изпълнява своя отечествен дълг достойно като войник. С обявяване на мобилизацията, по назначението си, той се отзовава в продоволствения транспорт на Преславската дивизия, с който през време на войната пребоди цяла източна Тракия. Водейки като прост войник, биволите на поверената му кола, пристъпвайки бавно със свойствената си величествена походка, снажния с внушителната си телестна конструкция Давидов превъзмогна всички ония невероятни, неописуеми мъки, лишения, несгоди и суровост на кираджийския живот с високото съзнание, че изпълнява своя дълг, както всички добросъвестни, доблестни синове на нашата татковина - България. Като директор на Самоковската гимназия, привързан тъй силно към нея, за да се задържи цели 12 години бе причина, освен амбицията му да създаде от нея крепка, подредена гимназия. Той същевременно, както е известно, минаваше за един от най-добрите ботаници в познаването и проучването особено на висшата растителност. Като ботаник, той се определяше още на студентската скамейка, благодарение на своята склонност от една страна и от друга - благодарение на любимия си учител, покойния проф. д-р Ст. Георгиев, от който бива подтикнат към ботаниката. Когато е правил с него екскурзии из хубавата българска природа той е заинтригуван силно от издирванията на флората. Той постоянно се влюбва в тази наука и става както виждаме отсетне, истински достоен последовател на своя учител. И ето защо, за него още с завършването на университета, природата с живо говорещата си растителност му става като втора майка. Той напълно оправдава своето хубаво, звучно име "Божимир", тъй като живееше в и за самата природа, изучавайки растителните и твари, към които до такава степен се бе предал и сродил, че просто общуваше, разговаряше с тях и те съставляваха неотменима част от неговото съществуване. Всичкото си свободно време, като учител и директор, през благоприятния сезон от годината посвещаваше в излети в самата природа, наблюдавайки и проучвайки скъпите за него растения. През останалото време пък, препарираните още на самото място събрани растения, ги щателно проучваше, систематизираше и ликуваше от радост, че допринася обогатяването флората на своето мило отечество. По количество и по обемност са малко, но по стойност те представляват капитални трудове, тъй като в тях покойният е вложил за подробната и добросъвестната разработка главно на своя грамаден флорен материал целия си живот.
Работи като учител и преподава във Варна, София, Шумен, Габрово и Самоков. 

От 1922 до смъртта си е уредник на ботаническия отдел към Природонаучния музей в София. Автор е главно на флористически трудове.

Съчиненията му са следните: 
1. Нужда от препаратори при естественоисторическите кабинети в училищата ни. Така е озаглавена първата му статия, писана на 17 юни 1897 г. във Варна и напечатана в годишния отчет на Варненската държавна мъжка гимназия (1896-1897 учебна година). Макар Давидов да е попаднал, като учител в гимназия, за времето си в сравнително добре уредена, със задоволителни пособия, разполагаща с богата сбирка от около 3 000 растения, стъкмена от самия него (събирани от Рила, Витоша, Софийско, Родопите, Пазарджийско, Шуменско и Варненско). 
2. Втората работа на Давидов е: Ключ за определение семействата на дивите български растения. Това произведение също е написано, когато е бил преподавател във Варненската държавна мъжка гимназия (1900 година). И наистина Давидов остави по тази флора многобройни бележки и допълнения, направени в самия текст на собствените му 2 тома от това съчинение, които се съхраняват в Царския музей и са винаги на разположение за справка и използване на заинтересованите ботаници. 
3. Третата и най-мащабната работа на Давидов е: научния труд „Материали за български ботанически речник“ в съавторство.